# Kriwina (Oblast Russe)
Kriwina (auch Krivina geschrieben, bulgarisch Кривина) ist ein nordbulgarisches Dorf mit 459 Einwohnern (Stand: 15. Dezember 2010) in der Gemeinde Zenowo in der Oblast Russe. Kriwina befinden sich am rechten Ufer der Jantra, etwa 3 km vor deren Mündung in die Donau. Swischtow, ca. 20 km westlich, und Russe, ca. 50 km östlich, sind die nächsten größeren Städte.
Auf dem Gebiet des Dorfes befindet sich das römische Kastell Iatrus. Das Kastell wurde um 310/320 n. Chr. gegründet und war für ca. 300 Jahre Bestandteil des Donaulimes. Im Zuge der Völkerwanderung wandelte es sich in ein Wehrdorf um, da es an der Reichsgrenze immer öfter zu heftigen kriegerischen Auseinandersetzungen mit barbarischen Invasoren kam, in deren Folge Iatrus mehrfach zerstört, verlassen und anschließend wiederaufgebaut wurde. Im 7. Jahrhundert gab die Römische Armee das Kastell endgültig auf. Bulgaren gründeten innerhalb der Kastellruine eine neue Siedlung, die durchgehend bis ins 10. Jahrhundert bewohnt war.